# فلیچه مینوتی
فلیچه مینوتی (انگلیسی: Felice Minotti؛ ۱۹ نوامبر ۱۸۸۷ – ۲۱ مارس ۱۹۶۳) هنرپیشه اهل ایتالیا بود.
از فیلم‌ها یا برنامه‌های تلویزیونی که وی در آن نقش داشته‌است می‌توان به دون بوسکو، سواره‌نظام، عروسی خون، یک توپ و یازده مرد و آنتونیوی لیسبونی اشاره کرد.